# Perez-Gletscher
Der Perez-Gletscher ist ein rund 15 km langer Gletscher an der Dufek-Küste in der antarktischen Ross Dependency. Er fließt vom Mount Brennan in der Hughes Range in nordöstlicher Richtung zum Ross-Schelfeis, das er östlich des Giovinco-Piedmont-Gletschers erreicht. 
Das Advisory Committee on Antarctic Names benannte ihn 1966 nach Richard Perez von der United States Navy, der als Mitglied der Flugstaffel VX-6 an der Operation Deep Freeze im Jahr 1964 beteiligt war und auf der McMurdo-Station im Jahr 1961 überwintert hatte.